# 马凯 (官员)
马凯（1946年6月29日—），上海金山人，生于山西兴县，中国共产党、中华人民共和国政治人物，原副国级领导人。中国人民大学政治经济学系政治经济学专业毕业，经济学硕士。1965年8月加入中国共产党，是中共第十五届中央纪委委员、第十六至十八届中央委员。官至中共第十八届中央政治局委员、国务院副总理、国务院金融稳定发展委员会主任等职。马凯也是一位诗人。

## 生平

### 早年经历
马凯的父亲方正之（1917年－1968年），原名馬本初为八路军高级干部。1953年，马凯进入专为高干子女在西安市开设的“西北保育小学”（今西安市育英小学）读书。1955年随父母入北京。1959年进入北京四中初中部学习，后在北京四中高中毕业即加入中国共产党。毕业后担任教员。文化大革命初期曾参与红卫兵组织“西纠”的活动。1971年受冲击，被下放到五七干校劳动。1973年到1975年在北京四中任教，后调入西城区委党校任教。

### 仕途经历
1982年大学毕业后，马凯就开始从政；并曾长期在北京市经济计划、物价等部门工作；曾出任北京市西城区副区长兼计委主任、北京市经济体制改革办公室副主任、北京市物价局局长等职。1993年6月，马凯从国家物价局副局长任上，调任国家经济体制改革委员会副主任；期间，曾在1994年当选为中国青年研究会副会长。1995年后，马凯历任国家计划委员会副主任、国务院副秘书长、国家防汛抗旱总指挥部副总指挥、全国绿化委员会副主任、国务院第五次全国人口普查领导小组副组长等职。
2003年3月，第十届全国人大第一次会议通过国务院机构改革方案，决定改组原国家发展计划委员会，成立新的国家发展和改革委员会。2003年3月17日，中华人民共和国国家主席胡锦涛发布第二号中华人民共和国主席令，根据中华人民共和国第十届全国人民代表大会第一次会议的决定，马凯被任命为国家发改委主任。
媒体曾把他和财政部部长金人庆、中国人民银行行长周小川以及原商务部部长吕福源并列为“温家宝内阁”的“四大财经官员”。2008年3月，在温家宝第二任期内阁中，马凯升任国务委员兼国务院秘书长，跻身国家领导人行列，同时兼任中央国家机关工委书记；一个月后，又兼任国家行政学院院长。
2012年11月15日，在中共十八届一中全会上，马凯当选中央政治局委员；并于2013年3月，被国务院总理李克强提名为国务院副总理。2017年7月任新成立的国务院金融稳定发展委员会主任。
2017年10月25日，71岁的马凯在中共十九届一中全会后卸任中共中央政治局委员，并在2018年3月十三届全国人大一次会议后卸任国务院副总理一职后退休。

## 作品
诗集
- 《行中吟》[1]
- 《心声集》[1]

论文
- 马凯. . 中国社会科学. 1983, (5).

## 家庭
- 妻子袁忠秀。[2]
  - 女儿马乐, 毕业于北京大学经济学院国际金融系，获中欧工商管理学院工商管理硕士学位。曾就职于中国国际金融有限公司投资银行部；2000年创立北京根网科技有限公司并担任总经理一职；后在美国NEA基金担任董事总经理。现任航天产业投资基金管理有限公司总经理，全面负责基金的整体运营和管理[1]。